# Цуй Хао
Цуй Хао (崔颢, 704 —754) — китайський поет та державний службовець часів династії Тан.

## Життєпис
Народився у м. Вянчжоу (сучасний Кайфен). Походив з чиновницької провінційної родини. Отримав гарну освіту, завдяки чому у 723 році склав імператорський іспит. За своїми обов'язками часто мандрував північним Китаєм, займаючи різні посади протягом 723–744 років. Після чого повернувся до столиці імперії Чан'аня. Тут й помер у 754 році.

## Творчість
Усього в доробку 41 вірш. Працював у жанрі ши. Головними темами творів Цуй Хао були жінки, прикордоння та природа. Найбільш відомими є поеми «Вежа жовтого лелеки» та «Золотаві неквапливі хмари».